# 村田瑞穂
村田 瑞穂（むらた みずほ、男性、1947年9月15日 - ）は、三重県出身の元競艇選手。
同期には瀬古修らが、弟子に安達裕樹がそれぞれいる。

## 来歴
1965年1月21日に地元の津でデビューし、同日に初勝利も挙げる。3年目の1967年4月1日に住之江で初優出初優勝を果たし、1970年7月2日には丸亀開設18周年記念競走でGI初出場、1972年にSG初出場を果たす。同年11月2日には地元の津で行われた「東海地区選手権競走」でGI初優出初優勝を決め、1989年6月11日には津の開設37周年記念競走で優勝。同年10月8日には第36回全日本選手権競走（住之江）でSG初優出を果たし、黒明良光・林貢の岡山勢を抑え、同期の瀬古の3着に入る。
ドスの聞いた声と風貌、さらに気風の良い取り口で「男・村田!」と声援が飛んだ三重のエースであった。後には「伊勢湾の鉄人」 の愛称で知られ、平和島限定では「ムラミー」と言われていた。
1999年9月29日の蒲郡一般戦「’99三河湾オレンジロード杯争奪戦」で最後の優勝（2号艇2コースから差し）を決め、2002年10月14日の常滑一般戦「名古屋タイムズ杯 第24回 ウイニングロード争奪戦」最終日3Rで通算2000勝（1号艇1コースから逃げ切り）を達成。2007年6月28日の津一般戦「すずらん賞」が最後の優出（2号艇2コース進入で6着）となった。2009年7月21日のびわこ一般戦「第31回さざなみ賞」4日目2Rで最後の勝利となる通算2237勝目（2号艇2コースから差し）を挙げ、8月16日の津一般戦「第33回納涼しぶき杯争奪戦」最終日8Rの4着（4号艇4コース進入）が最後の出走となった。節間成績2・2・5・6・4・6・5・4・4着で引退。同27日に登録消除され、10月31日に津で引退セレモニーを行なわれた。多くの競艇ファンが集まり、村田と親交がある鳥羽一郎津競艇名誉執行委員長を始め、ファン、矢橋成介三重支部長、中部競艇記者クラブから村田へ花束が贈呈された。また、村田の功績を称えて津市競艇事業部長から記念品が贈られ、村田は最後に「44年と8ヶ月の選手生活、長かったような短かったような気がします。これからは第2の人生を楽しみたいと思います。長い間、御声援誠にありがとうございました。これからも津競艇に足をお運びいただき、津競艇を盛り上げてください。」と述べ、会場は大きな拍手に包まれた。
引退後の2010年、ボートレース殿堂マイスター入りを果たす。

## 生涯成績
- 通算出走回数 9304走
- 通算優勝回数 66回（うちGI優勝6回）
- 通算勝利数 2237勝（うち優出257回）
- 通算勝率 6.20

獲得タイトル
- 1972年 - 東海地区選手権競走（津）
- 1981年 - 東海地区選手権競走（津）
- 1982年 - 蒲郡開設27周年記念競走
- 1984年 - 児島開設32周年記念競走
- 1989年 - 津開設37周年記念競走
- 1992年 - 宮島開設38周年記念競走